# 莫利諾潘帕區

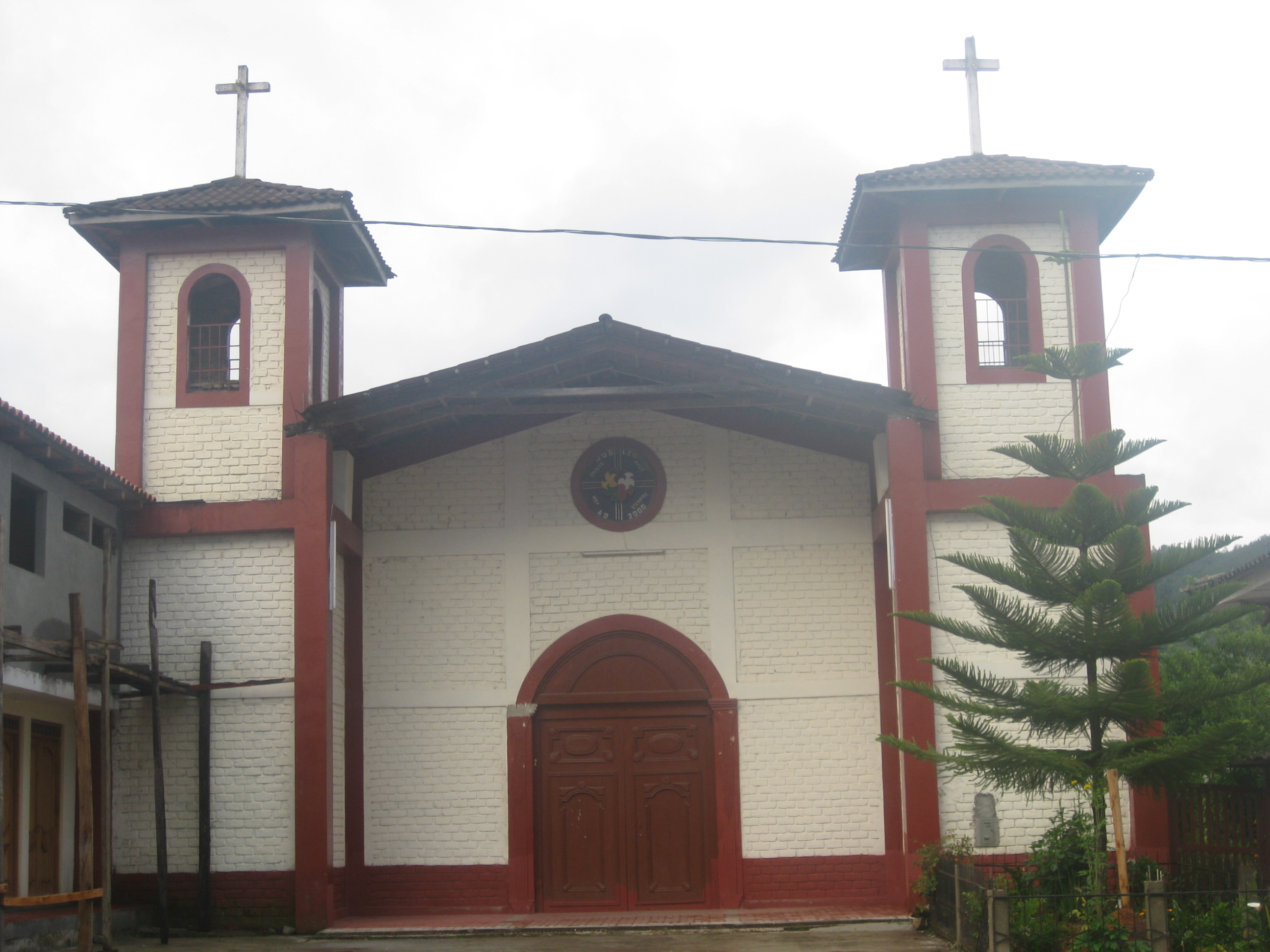

6°11′45″S 77°38′15″W / 6.19583°S 77.63750°W
莫利諾潘帕區（西班牙語：Distrito de Molinopampa），是秘魯的一個區，位於該國北部亞馬遜大區的查查波亞斯省，始建於1861年2月5日，面積333.9平方公里，海拔高度2,407米，2005年人口2,583，人口密度每平方公里7.7人。